# Straßenbahn Adlershof–Altglienicke
| |                      |                                                       |                                                       |
| Spurweite: | 1435 mm (Normalspur) |                                                       |                                                       |
| Stromsystem: | 600 V =              |                                                       |                                                       |
| |                      |                                                       |                                                       |
| \| \| \| von Schloßplatz Köpenick \| \| \| \| \| \| \| \| \| \| von Schöneweide \| \| \| \| \| nach Schöneweide \| \| \| \| \| S-Bahnhof Adlershof \| \| \| \| \| Glienicker Weg \| \| \| \| \| nach Grünau \| \| \| \| \| \| \| \| \| \| Benzolwerk \| \| \| \| \| \| \| \| \| \| Altglienicker Brücke, ehem. Oppenbrücke (Teltowkanal) \| \| \| \| \| \| \| \| \| \| Kanalbrücke \| \| \| \| \| Altglienicke, Kirche \| \| \| \| \| Depot \| \| \| \| \| Normannenstraße \| \| \| \| \| Keltensteig \| \| \| \| \| Altglienicke, Am Falkenberg \| \| \| \| \| \| \| |                      |                                                       |                                                       |
| U-Bahn-Strecke |                      | von Schloßplatz Köpenick                              | von Schloßplatz Köpenick                              |
| U-Bahn-Abzweig geradeaus und ehemals nach links · U-Bahn-Strecke quer (außer Betrieb) · U-Bahn-Strecke von rechts (außer Betrieb) |                      |                                                       |                                                       |
| U-Bahn-Kreuzung mit Eisenbahn geradeaus unten · Strecke von rechts · U-Bahn-Strecke (außer Betrieb) |                      | von Schöneweide                                       | von Schöneweide                                       |
| U-Bahn-Abzweig geradeaus und nach rechts · Strecke · U-Bahn-Strecke (außer Betrieb) |                      | nach Schöneweide                                      | nach Schöneweide                                      |
| U-Bahn-Dienststation / Betriebs- oder Güterbahnhof · S-Bahnhof · U-Bahn-Bahnhof (Strecke außer Betrieb) |                      | S-Bahnhof Adlershof                                   | S-Bahnhof Adlershof                                   |
| Strecke · U-Bahn-Haltepunkt / Haltestelle (Strecke außer Betrieb) |                      | Glienicker Weg                                        | Glienicker Weg                                        |
| U-Bahn-Strecke (außer Betrieb) · Strecke nach links · U-Bahn-Kreuzung mit Eisenbahn geradeaus unten (Strecke geradeaus außer Betrieb) |                      | nach Grünau                                           | nach Grünau                                           |
| U-Bahn-Strecke nach links (außer Betrieb) · U-Bahn-Abzweig von links und von rechts (Strecke außer Betrieb) · U-Bahn-Strecke nach rechts (außer Betrieb) |                      |                                                       |                                                       |
| U-Bahn-Bahnhof (Strecke außer Betrieb) |                      | Benzolwerk                                            | Benzolwerk                                            |
| |                      |                                                       |                                                       |
| U-Bahn-Brücke über Wasserlauf (Strecke außer Betrieb) |                      | Altglienicker Brücke, ehem. Oppenbrücke (Teltowkanal) | Altglienicker Brücke, ehem. Oppenbrücke (Teltowkanal) |
| |                      |                                                       |                                                       |
| U-Bahn-Haltepunkt / Haltestelle (Strecke außer Betrieb) |                      | Kanalbrücke                                           | Kanalbrücke                                           |
| U-Bahn-Bahnhof (Strecke außer Betrieb) |                      | Altglienicke, Kirche                                  | Altglienicke, Kirche                                  |
| U-Bahn-Betriebs-/Güterbahnhof Streckenanfang und quer (Strecke außer Betrieb) · U-Bahn-Abzweig geradeaus und nach rechts (Strecke außer Betrieb) |                      | Depot                                                 | Depot                                                 |
| U-Bahn-Haltepunkt / Haltestelle (Strecke außer Betrieb) |                      | Normannenstraße                                       | Normannenstraße                                       |
| U-Bahn-Haltepunkt / Haltestelle (Strecke außer Betrieb) |                      | Keltensteig                                           | Keltensteig                                           |
| U-Bahn-Bahnhof (Strecke außer Betrieb) |                      | Altglienicke, Am Falkenberg                           | Altglienicke, Am Falkenberg                           |
| |                      |                                                       |                                                       |

Die Straßenbahn Adlershof–Altglienicke wurde 1909 als unabhängiger Betriebsteil der Teltower Kreisbahnen (TKB) auf dem Gebiet der Landgemeinden Adlershof und Altglienicke eröffnet, die heute als Berliner Ortsteile im Bezirk Treptow-Köpenick bestehen. Die Straßenbahn führte vom Bahnhof Adlershof-Alt Glienicke (heute: Berlin-Adlershof) zur Pfarrkirche Altglienicke. 1921 wurde sie in das Netz der Berliner Straßenbahn integriert und 1928 bis zur Straße Am Falkenberg verlängert. Zum Jahreswechsel 1992/1993 wurde die Strecke eingestellt und danach weitgehend abgebaut.

## Geschichte

### Vorgeschichte
Seit dem 13. Juni 1866 führte die Görlitzer Bahn an Altglienicke vorbei. Die zunächst eingleisige Bahn wurde in den 1870er Jahren um ein zweites Gleis erweitert, wodurch ein eigener Vorortverkehr nach Berlin eingerichtet werden konnte. Obwohl der Altglienicker Kirchturm nur einen Kilometer Luftlinie von der Bahn entfernt lag, richtete die Berlin-Görlitzer Eisenbahn-Gesellschaft nur einen Haltepunkt bei Adlershof ein, der ab dem 15. Juni 1874 bedient wurde. Dieser befand sich an der Stelle des heutigen S-Bahnhofs. Für die Altglienicker war damit ein zwei Kilometer weiter Weg zur Bahn verbunden.
Die Bemühungen des Rentiers Wendt sowie des Altglienicker Gemeindevorstehers führten schließlich dazu, dass am 15. Oktober 1885 eine Haltestelle mit Namen Glienicke auf Höhe der Cöpenicker Straße eingerichtet wurde. Die Haltestelle wurde von etwa 500 bis 600 Personen täglich genutzt. Nachdem die preußische Eisenbahnverwaltung den Haltepunkt Adlershof zum Bahnhof ausgebaut und mit einem Empfangsgebäude auf der Nordseite versehen hatte, wurde die Haltestelle Glienicke am 14. Juli 1894 aufgrund des geringen Abstands der beiden Stationen zueinander geschlossen. Der Bahnhof Adlershof wurde zum Ausgleich in Adlershof-Glienicke (ab 1901: Adlershof-Alt Glienicke) umbenannt.
Die Schließung der Haltestelle hatte zur Folge, dass sich die Anzahl der in Altglienicke leerstehenden Wohnungen von rund 10 bis 12 auf etwa 70 bis 80 erhöhte, da die Bewohner es vorzogen, trotz der dort höheren Mieten, ins nahegelegene Adlershof zu ziehen. Seitens der Gemeinde wurde kritisiert, dass der Bahnhof Adlershof als Station für die Gemeinden Adlershof, Altglienicke und Rudow mit zusammen über 10.000 Einwohnern nicht ausreichen würde. Ferner bemängelten die Altglienicker den Ausbauzustand der das Dorf berührenden Straßen; bis auf die 1884 zur Kunststraße ausgebaute Köpenicker Straße waren die übrigen Verkehrswege unbefestigt.

### Bau der Straßenbahn und Betrieb durch die Teltower Kreisbahnen

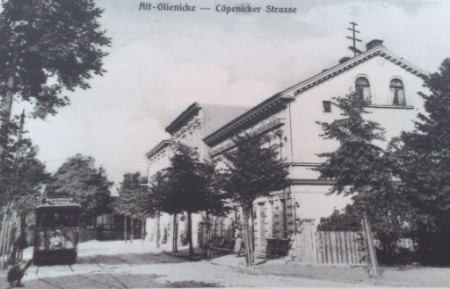
Triebwagen der TKB in der Cöpenicker Straße, um 1910

Beiwagen 76 am Bahnhof Adlershof-Alt Glienicke, um 1913

Aufgrund der unzureichenden Verkehrsanbindung suchte die Gemeinde nach einem anderen Weg. Ab 1897 kamen die ersten Pläne für eine Straßenbahn zum Bahnhof Adlershof-Alt Glienicke auf. Die Preußischen Staatsbahnen standen diesem Vorhaben jedoch entgegen, da die Görlitzer Bahn niveaugleich hätte gekreuzt werden müssen. Erst mit dem Bau des Teltowkanals ergab sich die Möglichkeit zum Bau. Der Aushub des Kanals, der das Gemeindegebiet nördlich tangiert, wurde zum Aufschütten von Dämmen verwendet, auf der die dann auf vier Gleise ausgebaute Görlitzer Bahn verlief. Die Köpenicker Straße wie auch die übrigen Straßen wurden nun mit Unterführungen gekreuzt.
Noch vor Abschluss der Arbeiten an der Görlitzer Bahn begannen die Teltower Kreisbahnen mit dem Bau der Straßenbahn zwischen Bahnhof und Kirche. Am 5. Juni 1909, rund einen Monat, nachdem die Vorortgleise auf der Görlitzer Bahn freigegeben worden war, wurde die etwa 2,3 Kilometer lange eingleisige Strecke eröffnet. Die Baukosten beliefen sich auf 245.000 Mark (inflationsbereinigt in heutiger Währung: rund 1.751.000 Euro). Eine Verlängerung über die Bismarckstraße (heute: Dörpfeldstraße) nach Cöpenick (ab 1931: Köpenick) war zu diesem Zeitpunkt bereits angedacht. Für den Betrieb standen zunächst drei Trieb- und zwei Beiwagen zur Verfügung, die für eine Fahrt sechs Minuten benötigten. Die elektrische Ausrüstung lieferte Siemens & Halske, die Stromentnahme erfolgte über Schleifbügel bei einer Spannung von 600 Volt.
Der Anschluss nach Cöpenick wurde am 19. Dezember 1912 mit der Verlängerung der Linie 5 der Städtischen Straßenbahn Cöpenick (SSC) vom Bahnhof Spindlersfeld nach Adlershof hergestellt. Über eine Gleisverbindung konnten die Wagen zwischen beiden Betrieben ausgetauscht werden; die Fahrgäste mussten jedoch weiterhin in Adlershof umsteigen.

### Betrieb in der Zwischenkriegszeit
Am 1. Oktober 1920 ging die SSC infolge des Groß-Berlin-Gesetzes in der neu gegründeten Berliner Straßenbahn auf. Die dem Kreis Teltow unterstehenden Straßenbahnen wurden zum 16. April 1921 von der Berliner Straßenbahn übernommen. Am 1. Juli 1921 erfolgte die Zusammenlegung mit den ehemaligen Cöpenicker Linien 5, 6 und 7 zur Linie 184, die von Altglienicke bis nach Friedrichshagen fuhr. Am 1. Dezember 1922 erhielt die Verbindung die Liniennummer 84. Im gleichen Zeitraum wurde die Stromentnahme von Schleifbügel auf Rolle umgestellt; ob diese bereits bei Verschmelzung der Linien erfolgte, ist nicht bekannt.
Am 11. Dezember 1928 wurde die Linie 84 von Altglienicke, Kirche um etwa einen Kilometer bis zur Kreuzung Am Falkenberg, Ecke Preußenstraße verlängert. Die nach 1910 errichtete Kleinhaussiedlung im Bereich Preußen- und Germanenstraße wurde somit an den öffentlichen Nahverkehr angeschlossen. Eine Verlängerung zum Bahnhof Grünau war zu diesem Zeitpunkt erwogen, wurde aber nicht verwirklicht. Die bereits gelegten Gleise wurden nach dem Zweiten Weltkrieg wieder ausgebaut.
Der Betrieb konnte während des Zweiten Weltkriegs bis 1944 aufrechterhalten werden und wurde danach aufgrund der umfangreichen Oberleitungsschäden durch Busse ersetzt. Mit der Sprengung der Oppenbrücke (heute: Altglienicker Brücke) über den Teltowkanal am 19. April 1945 kam auch dieser Ersatzverkehr zum Erliegen.

### Betrieb von der Nachkriegszeit bis zur Stilllegung

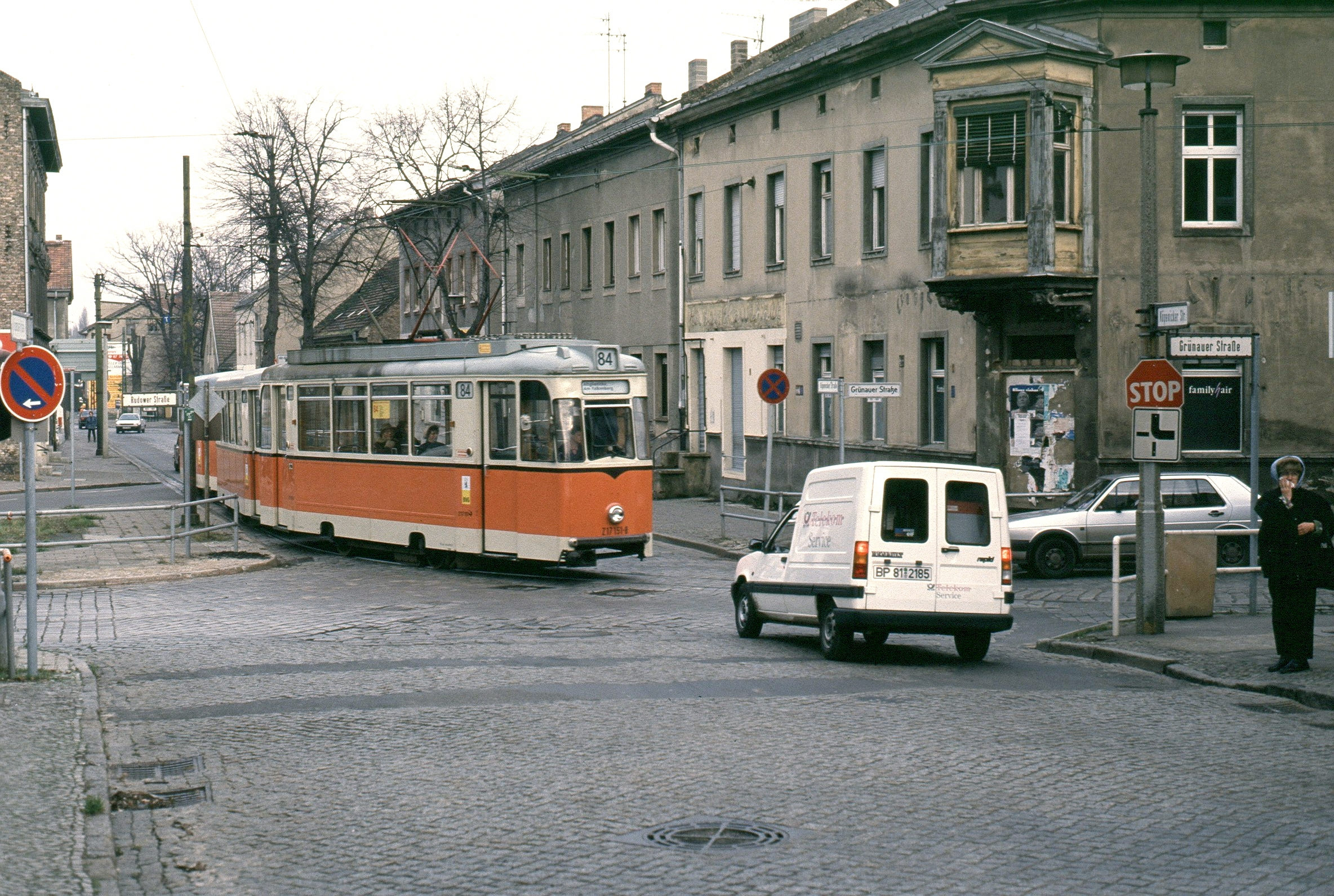
Die Straßenbahn auf der Köpenicker Straße, 1992

Nach einer etwa zweijährigen Betriebsunterbrechung fuhr die Linie 84 ab dem 1. April 1946 bis zur provisorischen Endhaltestelle Altglienicke, Köpenicker Straße (Oppenbrücke) auf der Nordseite des Teltowkanals. Nachdem die Brücke im Dezember 1949 gehoben worden war, erfolgte deren Instandsetzung bis zum Herbst 1950. Am 14. Oktober 1950 wurde die Linie unter Anteilnahme der Altglienicker Bevölkerung wieder bis Am Falkenberg verlängert. Am 24. Juni 1955 wurde die Linie 84 als letzte Berliner Straßenbahnlinie von Rolle auf Scherenstromabnehmer umgestellt.
Die eingleisige Streckenführung auf einer Straßenseite hatte vor allem entlang des Adlergestells zu Problemen geführt. An der Haltestelle Glienicker Weg, wo keine Ausweiche bestand, mussten die Fahrgäste in Richtung Altglienicke daher auf der linken Seite der Wagen aussteigen. Die Türen der rechten Seite wurden deshalb auf diesem kurzen Abschnitt von den Schaffnern verschlossen. 1962 wurde das Adlergestell mehrspurig ausgebaut und die Bahn erhielt eine neue Trasse. Die Strecke verlief nun zunächst durch die Unterführung Rudower Straße hindurch, dann parallel zur Eisenbahn bis zur Köpenicker Straße, wo es auf der alten Trasse weiterging. An der neuen Haltestelle S-Bahnhof Adlershof wurde ein Zugang zum Bahnhof geschaffen, da das alte Empfangsgebäude dem Ausbau des Adlergestells hatte weichen müssen.
Bis 1980 verkehrten auf der Linie infolge des Fehlens von Wendeschleifen ausschließlich Zweirichtungswagen. Am 2. Juni 1980 wurde mit der Fertigstellung der Wendeschleife Am Falkenberg die damals letzte Kuppelendstelle im Ost-Berliner Straßenbahnnetz beseitigt. Die Linie 84 befuhr die Strecke zwischen Friedrichshagen und Altglienicke im Fahrplanjahr 1988 tagsüber im 20-Minuten-Takt, der in den Hauptverkehrszeiten auf zwölf Minuten verdichtet wurde. Im Nachtverkehr fuhr die Linie 114 zwischen Johannisthal und Altglienicke im Halbstundentakt. 1988 planten die Berliner Verkehrsbetriebe die Einstellung der Bahn, da der Gleiszustand den weiteren Betrieb unmöglich machte und die Strecke um 1990 im Zuge des großflächigen Abrisses des Einzugsgebiets der Straßenbahn zugunsten von neu zu errichtenden Plattenbauten ohnehin zur Stilllegung vorgesehen war. Nach Protesten aus der Bevölkerung entschlossen sich die Verkehrsbetriebe zur notdürftigen Reparatur der Strecke, der Verkehr ruhte während dieser Zeit vom 6. Dezember 1988 bis zum 2. April 1989. Der Beschluss zum Abriss des Stadtteils blieb darüber hinaus bis 1989 bestehen. Aufgrund des Zustands der Altglienicker Brücke kam es fünf Jahre später dennoch zur Stilllegung. Mit der Sperrung der Brücke für den allgemeinen Verkehr zum 1. Januar 1993 wurde die Straßenbahn bis zum S-Bahnhof Adlershof zurückgezogen. Die Gleise der Bahn wurden in den darauf folgenden Jahren fast durchweg entfernt. Lediglich im ehemaligen Depot in der Semmelweisstraße 34 (früher: Friedrichstraße) sowie auf der Kanalbrücke, die durch eine 1995 eröffnete Behelfsbrücke ersetzt wurde, befinden sich noch Gleisreste.

## Infrastruktur

### Streckenbeschreibung

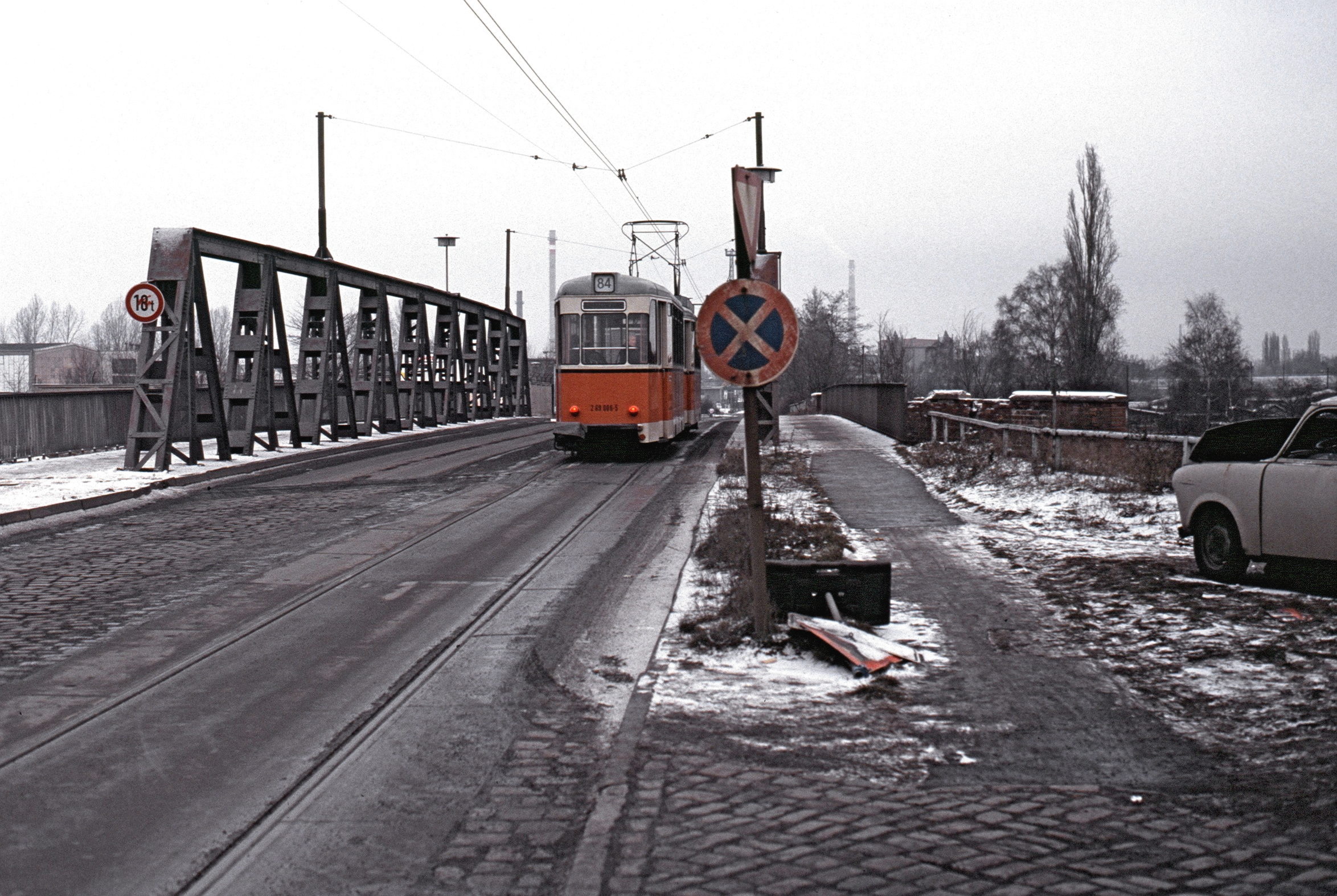
Rekozug am letzten Betriebstag auf der Altglienicker Brücke

Die Strecke führte ab 1909 zunächst über das Adlergestell bis zur Ecke Glienicker Weg und Köpenicker Straße, wo sie in letztere einbog. Auf halber Höhe der Köpenicker Straße wurde der Teltowkanal über die Oppenbrücke gekreuzt. Im Dorfkern von Altglienicke befand sich vor der Ecke Friedrichstraße die alte Endhaltestelle. Ein Rangiergleis in der Friedrichstraße diente zum Kehren der Züge sowie als Anschluss zum Betriebshof.
Nach der Verlängerung 1928 wurde die Haltestelle im Altglienicker Dorfkern an die Kreuzung Köpenicker Straße Ecke Grünauer Straße verlegt. Dort bog die Bahn dann in die Grünauer Straße ein und folgte dieser und der Straße Am Falkenberg bis zur Endhaltestelle. Die Kuppelendstelle befand sich zunächst auf Höhe der Kreuzung Am Falkenberg Ecke Preußenstraße, die 1980 angelegte eingleisige Wendeschleife befand sich weiter östlich unmittelbar vor dem Berliner Außenring.
Im Jahr 1962 wurde die Straßenbahn im Raum Adlershof verlegt. Im Zuge des Ausbaus des Adlergestells wurde die Strecke ab der Dörpfeldstraße durch die Unterführung Rudower Straße auf die Südseite der Görlitzer Bahn geführt. Von dort aus führte die Bahn bis zur Köpenicker Straße und anschließend weiter in der originalen Streckenführung.
Die Bahn war eingleisig angelegt. Ausweichen befanden sich an der alten und neuen Haltestelle S-Bahnhof Adlershof, an der Haltestelle Benzolwerk, im Ortskern Altglienicke sowie an der Endstelle Am Falkenberg. Nach Stilllegung der Strecke wurde das Streckengleis am S-Bahnhof als Stumpfendstelle genutzt. Da kein Umsetzgleis vorhanden war, musste beim Verkehr mit Beiwagen stets ein zweiter Triebwagen in Adlershof auf dem Gegengleis bereitstehen. Mit Inbetriebnahme der Wendeschleife am S-Bahnhof Adlershof am 2. Oktober 1995 wurde dieser aufwändige Rangiervorgang hinfällig.

### Betriebshof

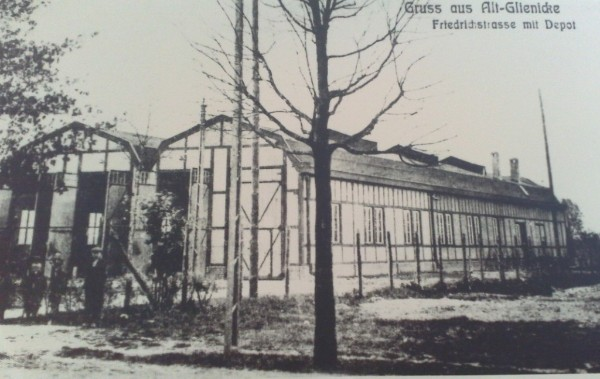
Depot in der Friedrichstraße, der heutigen Semmelweisstraße, um 1910

Die Fahrzeuge wurden in einer viergleisigen Wagenhalle in der Friedrichstraße untergebracht. Die Halle wurde nach der Übernahme der TKB durch die Berliner Straßenbahn geschlossen. Das Gebäude wurde im Zweiten Weltkrieg zerstört; auf dem Gelände finden sich noch einige Gleisreste.
Über die Gleisverbindung am Bahnhof Adlershof konnten die Wagen ab 1912 zudem zum Betriebshof der Cöpenicker Straßenbahn in der Wendenschloßstraße überführt werden. Von diesem aus wurden auch die meisten Fahrten ab 1921 bis zur Stilllegung eingesetzt.

## Fahrzeugeinsatz

Triebwagen 53, um 1909

### Inselbetrieb
Die Teltower Kreisbahnen setzten auf der Strecke zunächst drei Triebwagen und zwei Beiwagen ein, 1910 kam ein dritter Beiwagen hinzu. Alle Wagen verfügten über offene Einstiegsplattformen. Die Triebwagen mit den Nummern 51 bis 53 wurden 1909 konstruiert. 1925 wurden sie in Beiwagen umgebaut und 1929 ausgemustert. Die vierachsigen Beiwagen 7 und 8 wurden 1906 für den Stahnsdorfer Betriebsteil der TKB konstruiert und 1909 nach Altglienicke überführt. Sie wurden 1925 ausgemustert. Der 1910 gelieferte Beiwagen 76 blieb bis 1929 im Einsatz.
| Baujahr | Hersteller           | Nummern | ab 1921    | ab 1925   | Verbleib                                                                  |
| ------- | -------------------- | ------- | ---------- | --------- | ------------------------------------------------------------------------- |
| 1906    | Falkenried           | 7+8     | 1763, 1764 |           | vierachsige offene Beiwagen 1925 ausgemustert                             |
| 1909    | Falkenried / Siemens | 51–53   | 4323–4325  | 1841–1843 | zweiachsige offene Triebwagen 1925 zu Beiwagen umgebaut 1929 ausgemustert |
| 1910    |                      | 76      | 1762       | 1575II    | zweiachsiger offener Beiwagen 1929 ausgemustert                           |

### Fahrzeugeinsatz ab 1921

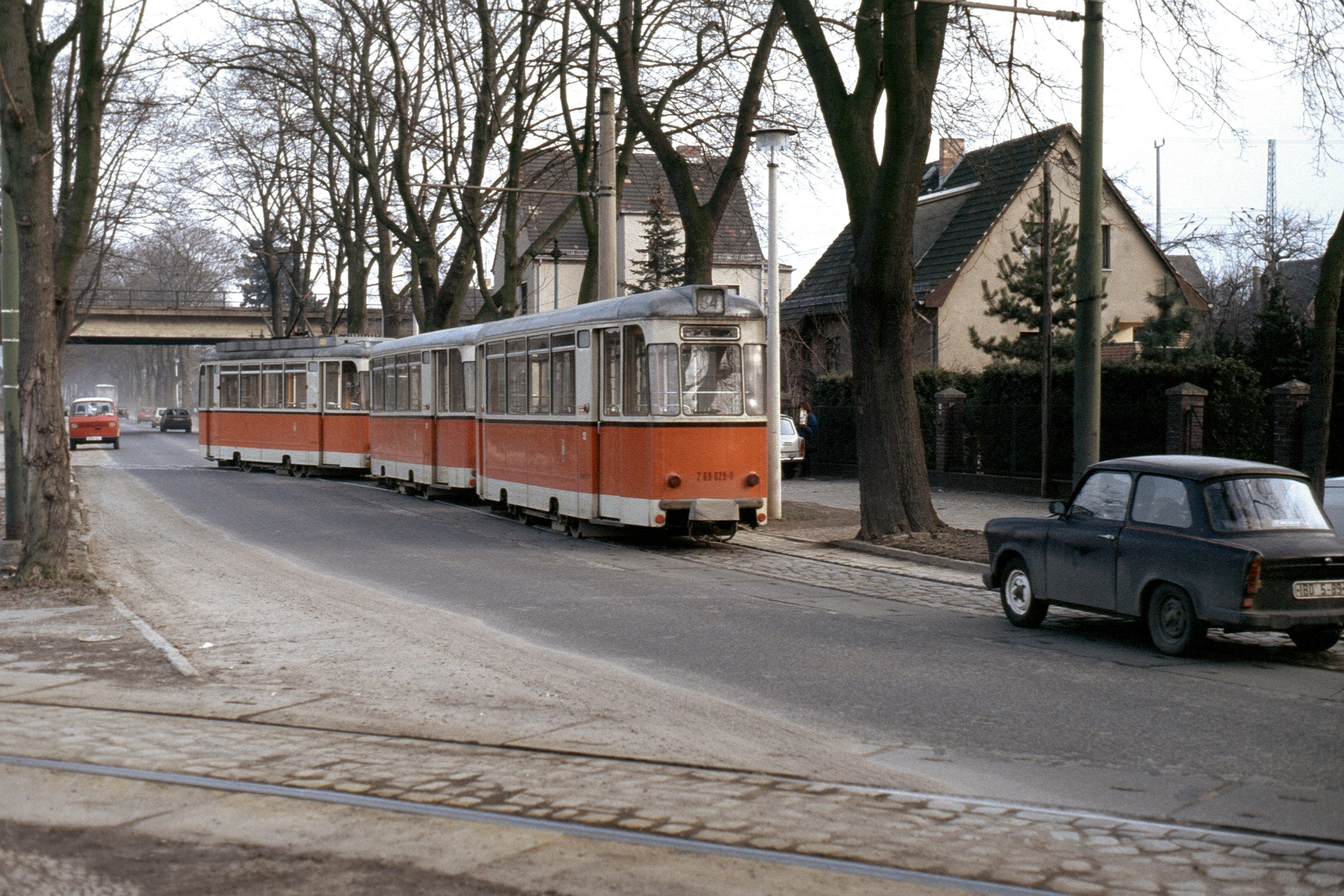
Zweirichtungs-Rekozug an der Endhaltestelle Am Falkenberg, 1991

Nach 1921 kamen auf der Linie Triebwagen der vormaligen Heiligenseer Straßenbahn zum Einsatz, teilweise auch Wagen der SSC.
Nach dem Zweiten Weltkrieg kamen zunächst die in Köpenick stationierten Maximumtriebwagen TD 07/25 zum Einsatz, als Beiwagen wurden die Mitteleinstiegswagen BDM 26 und BM 28/35 und BM 28/37 bevorzugt eingesetzt. Später war die Linie 84 das Haupteinsatzgebiet für die Zweirichtungs-Rekowagen vom Typ TZ 69, da sowohl in Altglienicke als auch in Friedrichshagen keine Wendeschleife zur Verfügung stand. Nachdem 1980 die Wendeschleife Am Falkenberg errichtet wurde, kamen bis zur Stilllegung auch Einrichtungs-Rekowagen des Betriebshofs Oberschöneweide zum Einsatz. Die Verstärkungszüge in der Hauptverkehrszeit wurden bis Anfang der 1990er Jahre mit Gothaer Großraumwagen des Betriebshofs Köpenick gefahren. Nachdem für diese ein Einsatzverbot auf der Strecke verfügt worden war, wurden hierfür auch Oberschöneweider Einrichtungs-Rekowagen eingesetzt. Nach der Stilllegung des Abschnitts Adlershof–Altglienicke mussten erneut TZ 69 eingesetzt werden. Erst nach Errichtung der Wendeschleife in Adlershof konnten die Fahrzeuge schließlich ausgemustert werden.

Galerie
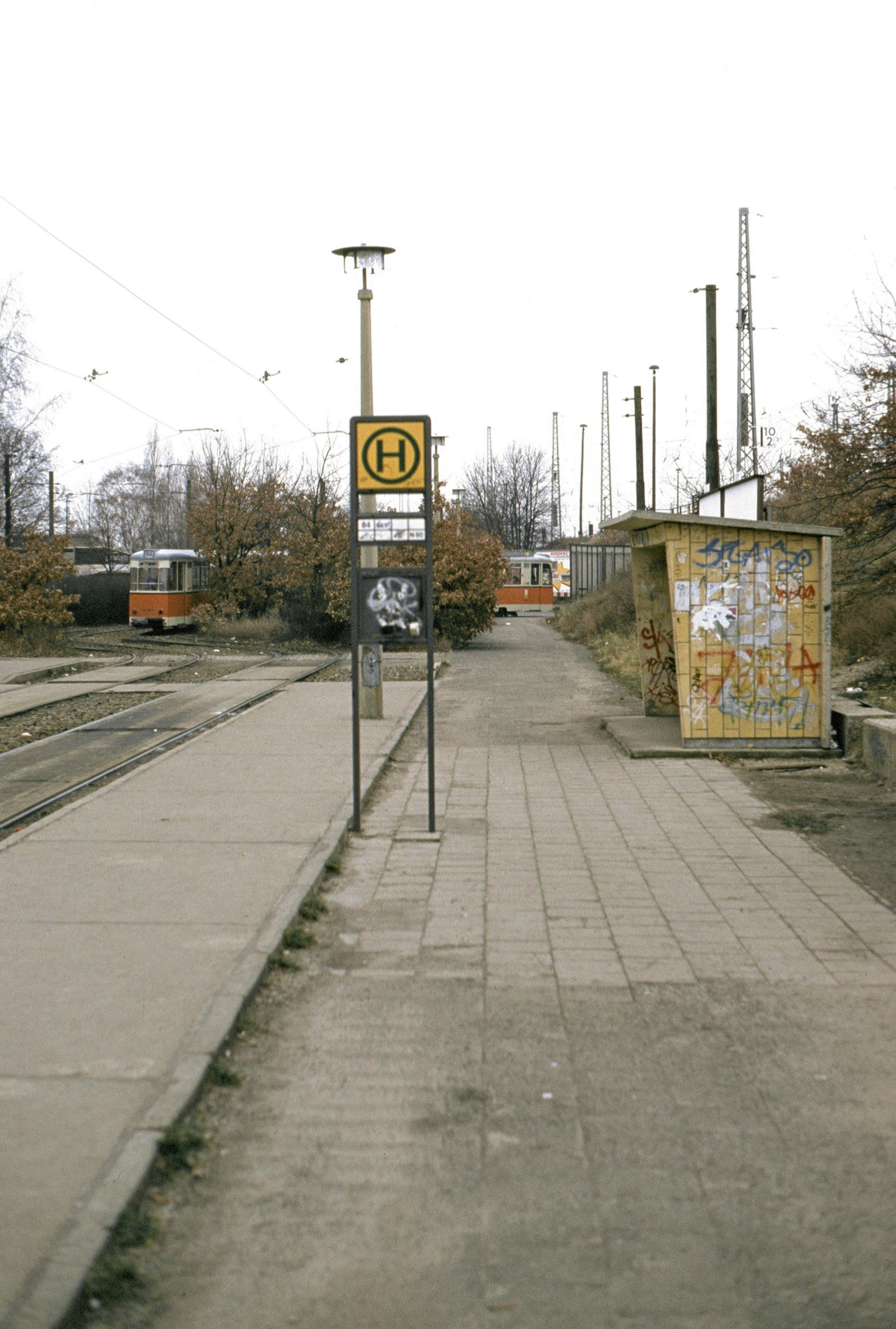
Straßenbahnhaltestelle S-Bhf. Adlershof, 1992
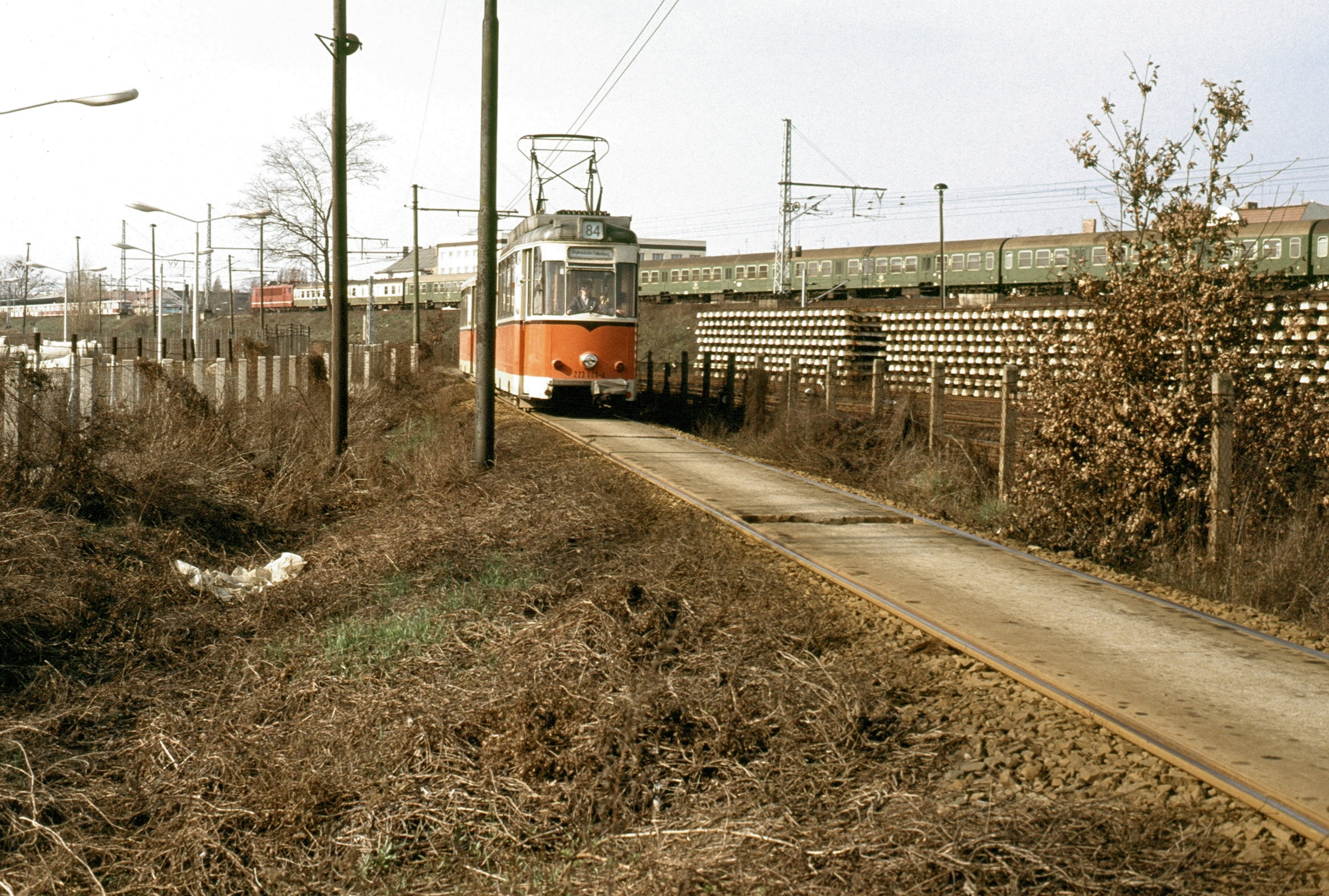
Rekozug auf eigener Trasse auf dem Weg nach Altglienicke, 1991
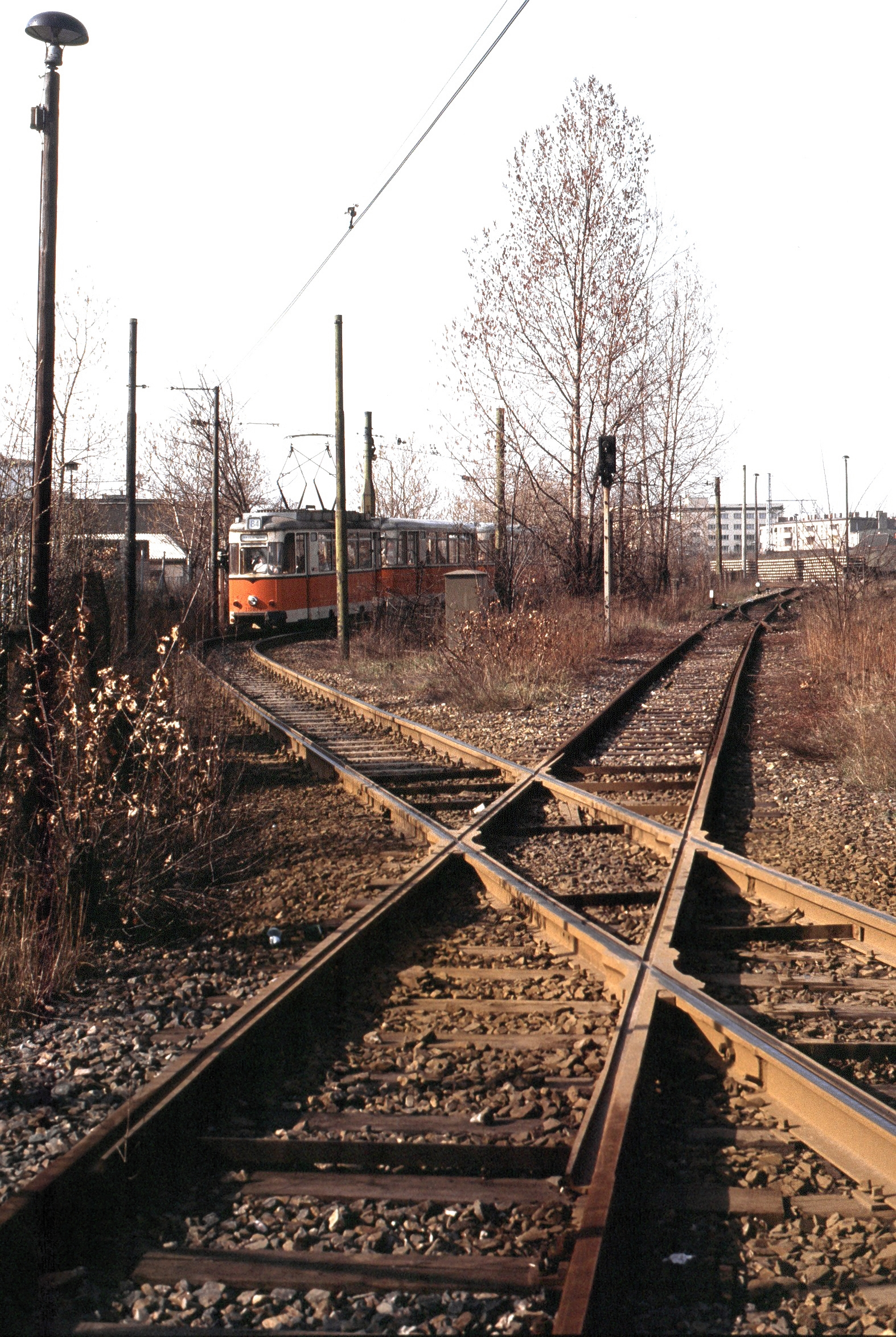
Niveaugleiche Kreuzung mit einem Gütergleis, 1991
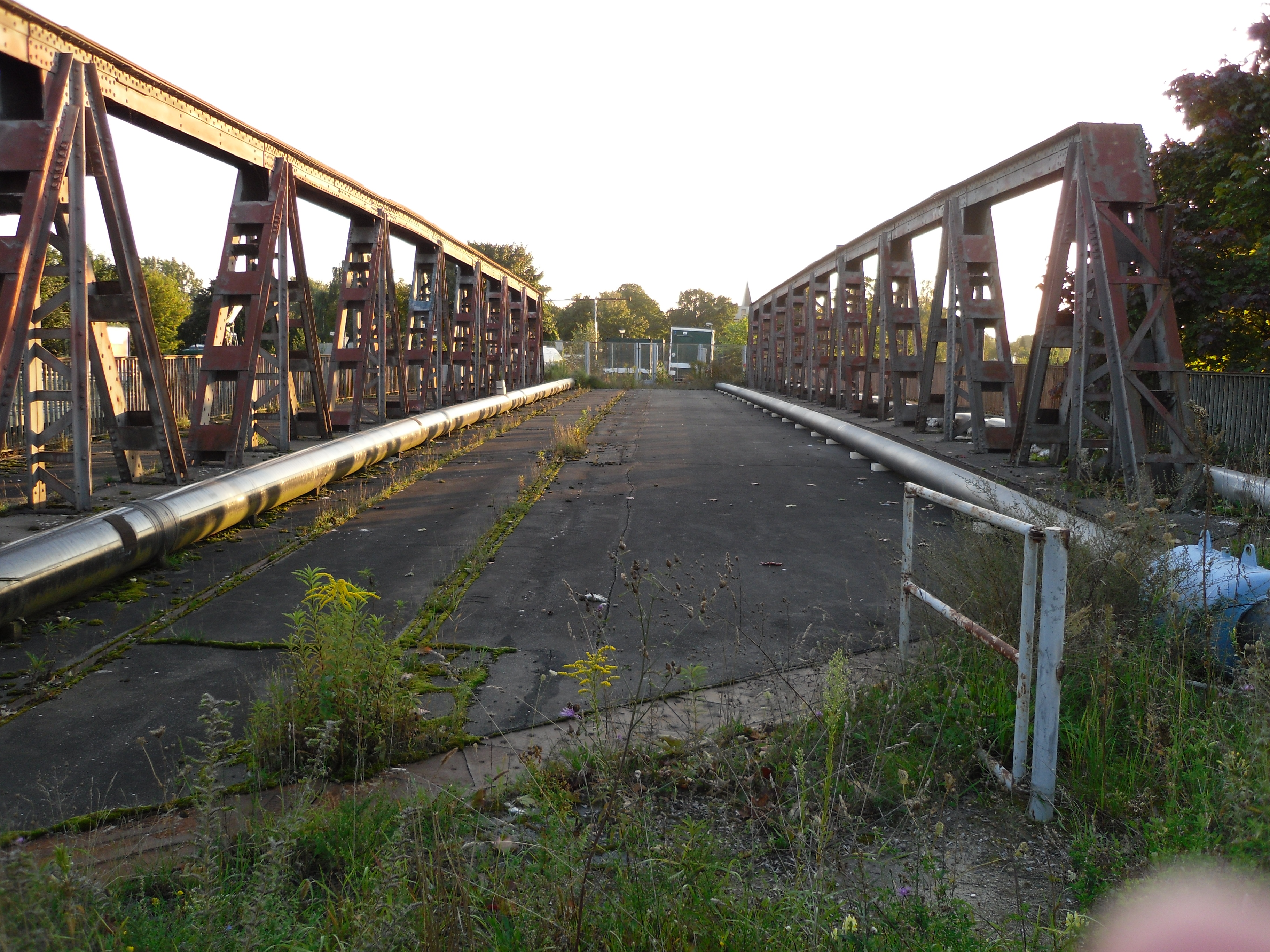
Auf der Altglienicker Brücke finden sich nach der Stilllegung noch Gleisreste, 2010
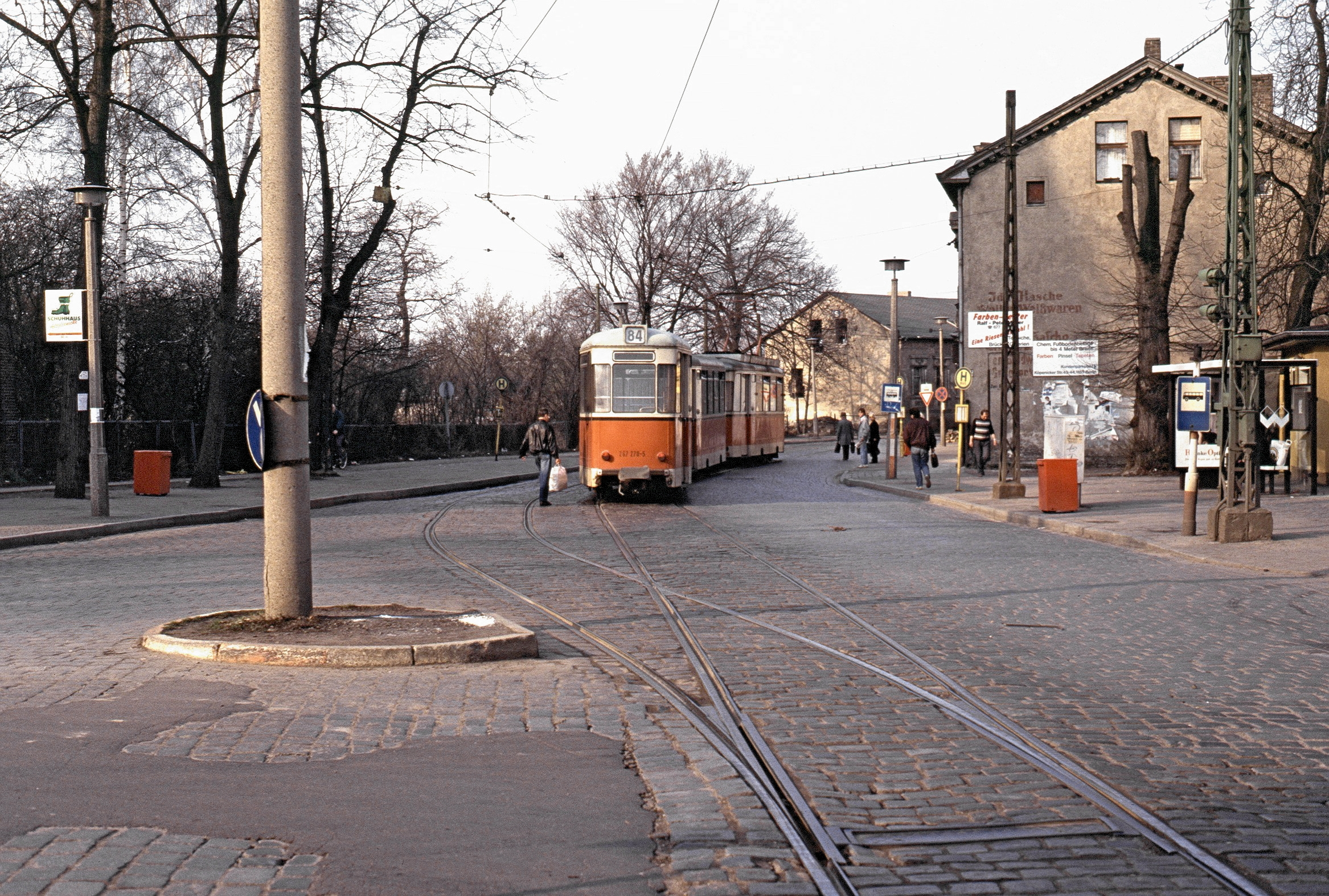
Haltestelle mit Ausweiche in Altglienicke, 1991
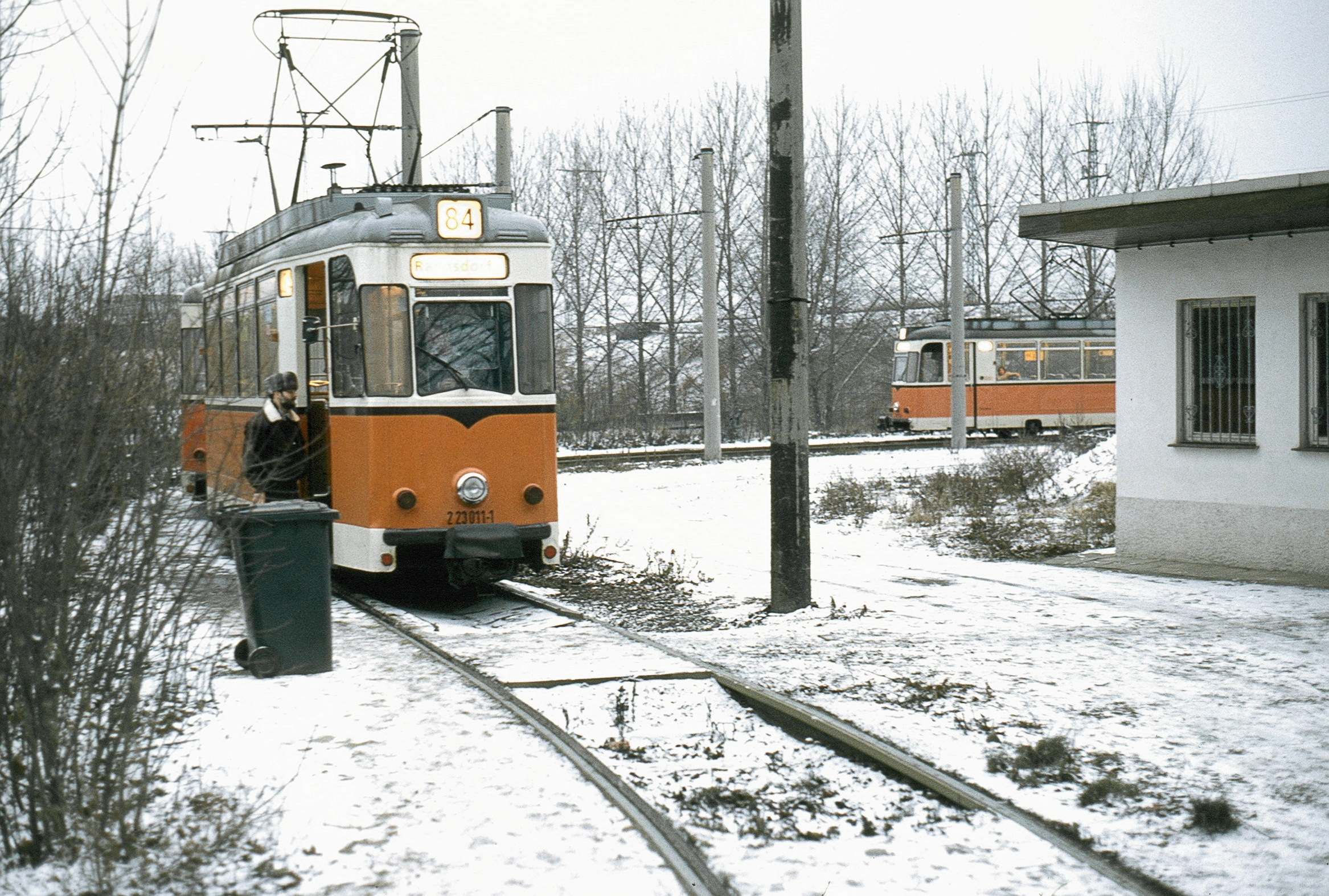
Rekowagen in der Endschleife, 1992